# Jacobus I van Monaco
Jacobus Frans Leonore Goyon, graaf van Matignon (21 november 1689 – 23 april 1751) was graaf van Thorigny en vorst van Monaco van 1731 tot 1733. Hij was een zoon van Jacques de Goyon de Matignon, graaf van Thorigny, en van Charlotte Goyon.
Jacques stamde uit een oud Normandisch geslacht, dat zich, net als de rest van de Franse adel naar het absolutisme van Lodewijk XIV van Frankrijk moest voegen. Toen de Monegaskische prins Anton I een huwelijkspartner voor zijn dochter en erfgename Louise Hippolyte zocht, schoof de familie hem naar voren als kandidaat. Het vooruitzicht op een soeverein vorstendom was erg aantrekkelijk en het Franse hof zag hierin een kans zijn invloed op Monaco, dat in de 17e eeuw erg georiënteerd was op Spanje, te vergroten.
Op 20 oktober 1715 huwden Jacques en Louise Hippolyte. Ze kregen negen kinderen:
1. Antoine Charles Marie Grimaldi (16 december 1717 - 24 februari 1718)
2. Charlotte Thérèse Nathalíe Grimaldi (19 maart 1719 - 1790), non
3. Honorius Camille Léonor Grimaldi (10 november 1720 - 21 maart 1795), prins van Monaco 1733-1795
4. Charles Marie Auguste Grimaldi (1 januari 1722 - 24 augustus 1749)
5. Jacques Grimaldi (9 juni 1723 - juni 1723);
6. Louise Françoise Grimaldi (15 juli 1724 - 15 september 1729)
7. François Charles Grimaldi (4 februari 1726 - 9 december 1743)
8. Charles Maurice Grimaldi (14 mei 1727 - 18 januari 1798); ∞ (10 november 1749) Marie Christine de Rouvroy (mei 1728 - 15 juli 1774)
9. Louise Françoise Thérèse Grimaldi (20 juli 1728 - 20 juni 1743)

Het huwelijk was niet gelukkig. Jacques verbleef graag aan het hof in Versailles en had verschillende maîtresses, terwijl zijn vrouw met de kinderen in Parijs verbleef.
Toen haar vader op 20 februari 1731 stierf reisde Louise Hippolyte naar Monaco om haar vader op te volgen. Zij werd met open armen ontvangen. Toen haar man haar later volgde om samen het prinsdom te besturen kreeg hij een beduidend minder hartelijke ontvangst. Toen zijn vrouw op 20 december van hetzelfde jaar stierf, volgde hij haar op. Hij liet zich echter weinig aan het land gelegen liggen en de bevolking moest niets van hem hebben. Hij verliet het land en abdiceerde in 1733 ten gunste van zijn zoon Honorius. De laatste jaren van zijn leven woonde hij afwisselend in Versailles en Parijs.
Reinier I · Karel I, Anton, Reinier II en Gabriël · Lodewijk en Jan I · Lodewijk · Ambrosius en Jan I · Jan I · Catalanus · Claudine · Lambert · Jan II · Lucianus · Augustinus · Honorius I · Karel II · Hercules · Honorius II · Lodewijk I · Anton I · Louise Hippolyte · Jacobus I · Honorius III · Honorius IV · Honorius V · Florestan I · Karel III · Albert I · Lodewijk II · Reinier III · Albert II